# Cabinet de lecture

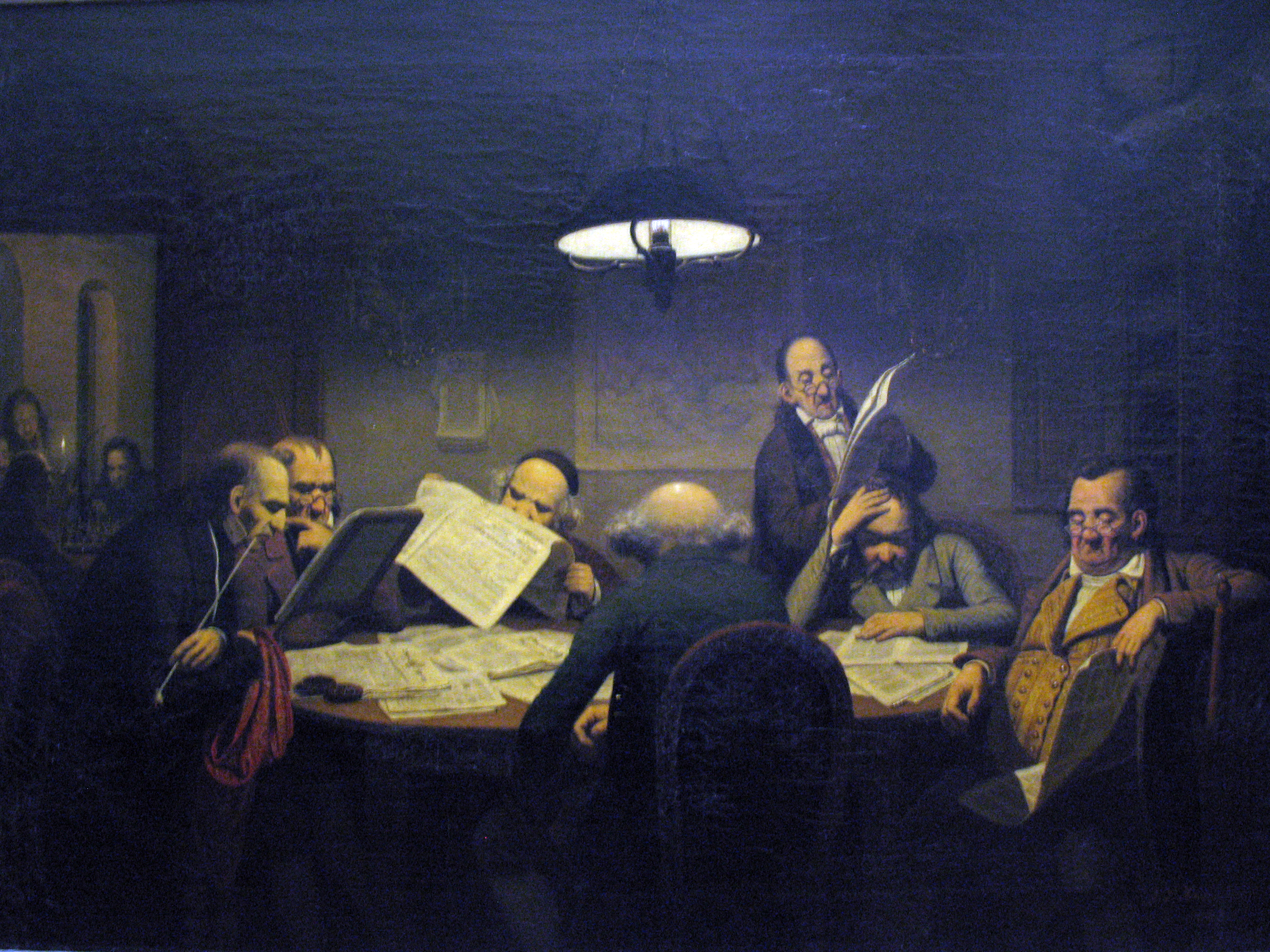
Le Cabinet de lecture de Johann Peter Hasenclever (1843).

Un cabinet de lecture est un établissement où le public du XVIIIe et du XIXe siècle pouvait lire, moyennant une faible rétribution, les feuilles publiques et les ouvrages nouveaux et anciens.
Également appelés « salons et cercles littéraires », ces établissements, qui permettaient au public, non seulement de lire les journaux, brochures et ouvrages divers qui s’y trouvaient, mais encore de les emporter à domicile, suppléaient aux bibliothèques publiques, d’abord en ce qu’on y trouvait les journaux du jour, qu’on ne trouvait pas alors dans ces bibliothèques, ainsi que les revues, les brochures, les romans et généralement toutes les nouveautés qui manquaient à celles-ci. Ensuite parce qu’ils demeuraient ouverts depuis le matin jusqu’au soir et qu’ils offraient aux personnes studieuses, d’une manière toute économique, asile, feu, lumière et instruction.

## Les premiers cabinets de lecture à Paris

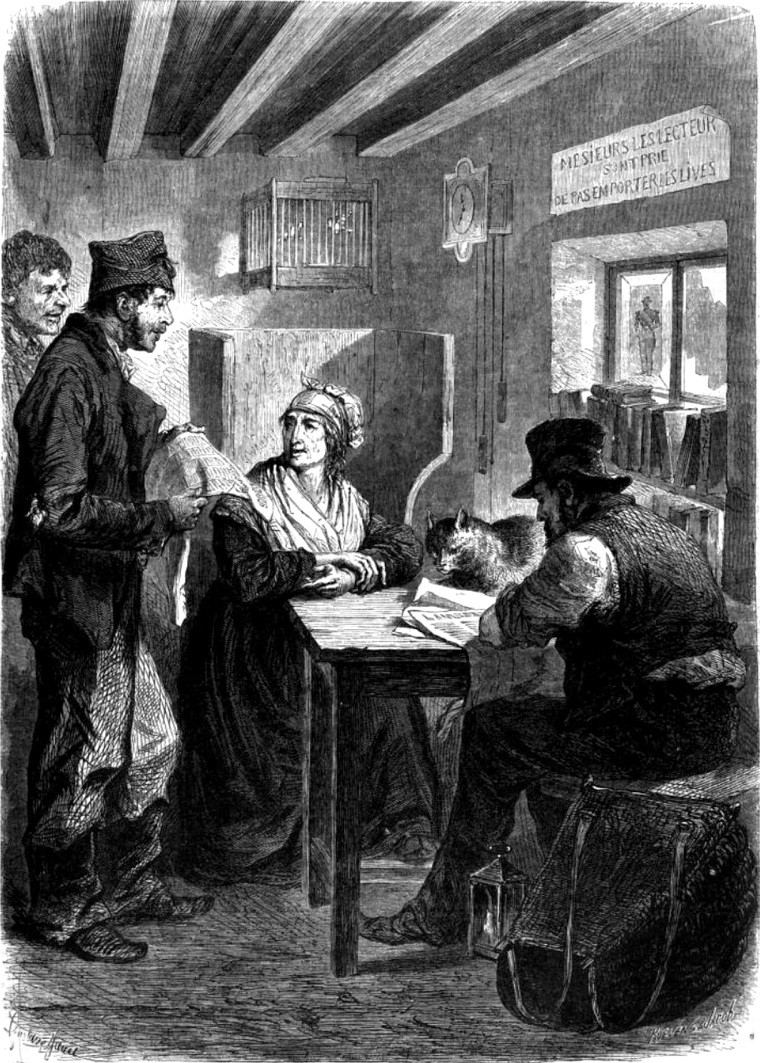
Cabinet de lecteurs des chiffonniers de Madame Lecœur (Cité Doré). La pancarte au-dessus de la fenêtre demande : MESIEURS LES LECTEUR SONT PRIE DE PAS EMPORTER LES LIVES [sic]. Gravure de Gustave Janet d’après Charles Yriarte.

Les cabinets de lecture se multiplièrent au fur et à mesure que se répandit le goût de la lecture et des études politiques. Avant la Révolution, il n’y avait en France que des loueurs de livres, chez lesquels on allait s’approvisionner, mais qui ne recevaient pas le public pour lire. Le lecteur devant déposer une certaine somme en nantissement de l’ouvrage qu’il emportait chez soi, cette avance, qui était hors de la portée du plus grand nombre, éloignait les lecteurs. Avec les cabinets de lecture, il devint possible, pour quelques sous, de passer une journée entière dans un local convenablement décoré, chauffé et éclairé, ayant à sa disposition les livres nécessaires pour se livrer à des études sérieuses ou seulement pour se récréer l’esprit.
À partir de la Révolution, les cabinets de lecture prirent une réelle extension. Quiconque s’occupait de politique fréquentait non seulement les clubs, mais aussi les cabinets de lecture, où il trouvait à lire, moyennant une somme infime, journaux et brochures dans les petites échoppes où sur des tables s’étalaient toutes sortes d’écrits nouvellement parus. Bien souvent, au cabinet de lecture, comme au club, comme au café, comme au salon ou chez un libraire, des discussions graves s’élevaient. On discutait, on s’invectivait, on se battait, à propos de tel ou tel fait, pour l’attaque ou la défense de tel ou tel personnage en vue. Chacun venait chercher là, à la lueur d’une lampe fumeuse, ou même d’un simple quinquet, des aliments à sa passion politique pour en ressortir préparé à soutenir les luttes de la rue. La plupart d’entre ces cabinets étaient alors situés au Palais-Royal.
Les cabinets de lecture étaient plus ou moins bien approvisionnés. Les uns étaient bornés à un petit nombre de journaux ; les autres présentent, outre les feuilles quotidiennes et hebdomadaires, les revues mensuelles, les brochures et romans nouveaux, tant français qu’étrangers. Quelques-uns, par contre, comportaient de véritables bibliothèques, ayant assez ordinairement une destination spéciale ; ceux du quartier des écoles sont consacrés aux études de droit ou de médecine et fréquentée par les élèves des facultés qui souvent y établissaient des conférences ou assistaient à des cours qui se faisaient dans leur enceinte. Les faubourgs et les quartiers populeux possédaient, quant à eux, des cabinets de lecture remplis de romans que lisaient les ouvriers et leurs femmes. La province n’était pas en reste : il y avait peu de bourgs un peu considérables qui ne possèdent leur cabinet de lecture plus ou moins bien garni. La plupart des villes possédaient au moins un cercle, dont un cabinet de lecture à l’usage des abonnés, constituait une partie essentielle. Les cabinets de lecture parisiens louaient également des livres à l’extérieur, et beaucoup envoyaient des livres en location, les journaux et les nouveautés de Paris à des distances assez considérables jusque dans les départements.
Il faudrait faire remonter, sinon la date de la fondation des cabinets de lecture, tout au moins l’usage de louer des journaux à l’année 1714. Une lettre de dom Calmet du 4 septembre 1714 donne les détails suivants sur la vente et le louage des journaux français et étrangers à Paris : « Je me suis informé de la commission des journaux des Savants et des gazettes pour M. Olivier. Le Journal des savants se vend 6 sols, et les deux gazettes de Hollande, avec les suppléments, 30 sols. Le tout coûtera 40 sols rendu à la poste tous les samedis. Si vous souhaitez avoir une des deux gazettes à la poste le mercredi, il vous en coûtera un sol davantage, parce que ces gens se privent par là du petit gain qu’ils tirent de la lecture qu’ils laissent faire dans leur boutique de cette gazette pendant deux jours ».
On sait qu’en 1761, le libraire Gabriel-François Quillau ouvrit, à Paris, rue Christine, le premier établissement officiellement reconnu comme cabinet de lecture. Au surplus, il existait déjà, cette année-là, une sorte de cabinet de lecture où, dit l’abbé Brizard, on louait la Nouvelle Héloïse à tant par jour et par heure quand cet ouvrage parut. On exigeait douze sous par volume en n’accordant que soixante minutes pour le lire. En décembre 1762, les Mémoires secrets notent que « Le nommé Grangé, libraire, ouvre incessamment ce qu’il appelle une salle littéraire : pour trois sols par séance on aura la liberté de lire pendant plusieurs heures de suite toutes les nouveautés ».
Vingt ans plus tard, en aout 1779, le sieur Moureau fondait, sous le nom de « Cabinet académique de lecture » un établissement assez important où l’on trouvait les livres et les journaux nouvellement parus.
S’il faut en croire Mercier, les cabinets de lecture obtinrent rapidement le plus grand succès. « Il y a, écrit-il dans son Tableau de Paris, des ouvrages qui excitent une telle fermentation que le bouquiniste est obligé de couper le volume en trois parts afin de pouvoir fournir à l’empressement des nombreux lecteurs ; alors vous payez non par jour, mais par heure. Et, continue Mercier, savez-vous quels sont les ouvrages les plus recherchés ? Ceux qui peignent les mœurs, qui sont simples, naïfs ou touchants, qui n’ont ni apprêt, ni morgue, ni jargon académique ».
Indépendamment des romans anciens, on pouvait, à l’époque dont parle Mercier, demander dans les cabinets de lecture, les ouvrages de Marie-Catherine d'Aulnoy, de Baculard d’Arnaud, de Jeanne-Marie Leprince de Beaumont, de l’abbé Desfontaines, le continuateur du Journal des savants, de Charlotte-Rose de Caumont La Force, de Morel de Vindé, de Morellet et de bien d’autres auteurs jouissant alors d’une grande notoriété.
La Bibliothèque universelle des romans, éditée de 1763 à 1789, et qui ne comprenait pas moins de 112 volumes, était, pour les lecteurs, une précieuse ressource. Ceux pour qui la politique présentait quelque intérêt avaient à leur disposition les Annales politiques, la Gazette de France, le Journal politique de Bouillon et quelques rares gazettes étrangères.
On pouvait également consulter le Journal encyclopédique, l'Année littéraire, le Mercure de France et le Journal des Causes célèbres. En 1788, les cabinets les mieux pourvus étaient situés quai des Grands-Augustins, aux Tuileries et au Palais-Royal ; ils ne pouvaient donner à leurs lecteurs plus d’une trentaine de gazettes tant françaises qu’étrangères ; deux ans après, en 1790, ce chiffre s’était considérablement accru. Il arrivait parfois qu’une de ces gazettes fût supprimée par le gouvernement ; le maître du cabinet de lecture la remplaçait par une de celles qu’il ne recevait pas jusqu’alors et qui était la plus demandée.
Il y avait deux sortes d’abonnements distincts : l’abonnement aux journaux et gazettes et l’abonnement aux livres. Le tarif pour chacun de ces abonnements était le même : 24 livres pour l’année, 15 livres pour 6 mois et 3 livres pour le mois. Une réduction de prix était faite en faveur de ceux qui prenaient le double abonnement ; ils n’avaient à payer que 36 livres par an et 24 par semestre. Si on s’en rapporte à un prospectus daté de 1784 et dont le texte a été en grande partie reproduit par Victor Pelletier dans le Bulletin du Bouquiniste, la lecture sur place ne devait pas alors être en usage ; ce prospectus porte en effet que « la distribution des livres se fera tous les jours depuis huit heures du matin jusqu’à midi, et depuis deux heures jusqu’à huit heures du soir à l’exception des fêtes et dimanches ». Ce n’est que plus tard que s’organise la lecture sur place ; puis vient ensuite l’habitude dans certains de ces établissements d’y « faire son courrier ».

## Les établissements du Palais-Royal
À partir de la Révolution, les cabinets de lecture prirent une réelle extension. La plupart d’entre eux étaient alors situés au Palais-Royal. Il y avait celui de Gattey qui publia le pamphlet de Rivarol et de Champcenetz : les Actes des Apôtres n’étaient pas faits par un esprit commun. C’est très vaillamment qu’il tint toujours sa boutique ouverte malgré l’enseigne périlleuse qu’on lui donnait partout en l’appelant « l’antre de l’aristocratie ».
Sous les galeries, était un libraire, celui des Trois-Bossus, arcade no 45… Desaine, dont la librairie fut longtemps célèbre, en avait fait de bonne heure une sorte de club où l’on trouvait Barras, les deux Mirabeau, Camille Desmoulins… À la librairie Petit, dans une des galeries de bois, se groupait ce qui restait de l’ancien parlement : conseillers et avocats. Beaucoup des membres de l’Assemblée allaient chez Mlle Brigitte. Chez Girardin, dont le cabinet littéraire s’était changé en librairie, c’étaient les étrangers et les militaires qui affluaient.
Au commencement du siècle, les cabinets de lecture, se multipliant, se répandent à travers Paris. Toutefois ils sont encore concentrés dans les environs du Palais-Royal, comme l’indique le passage suivant, extrait d’une sorte d’almanach Bottin, publié en 1804 : « Tout le monde lit aujourd’hui, depuis la petite maîtresse dans son boudoir jusqu’à la marchande de pommes avec son éventaire. Et que lit-on ! Des romans. Aussi n’est-il peut-être pas une rue où vous n’aperceviez cette enseigne : Abonnement de lecture au mois et au volume. La très grande quantité de romans dont on est inondé alimente la curiosité des lecteurs. Il est de notre devoir d’indiquer aux amateurs les libraires qui, pour la somme de trois francs par mois, leur fourniront tout ce qu’ils peuvent désirer en nouveautés. » En voici la liste : « Dutaux, rue du Coq-Saint-Honoré ; Bailly, barrière des Sergents, rue Saint-Honoré ; Jouanneau, Pironnet, Surogne, Palais du tribunal ; Renard, rue de Caumartin et de l’Université ; Ouvrier, rue des Bons-Enfants ; Mme Cavenhag, ci-devant Barba, boulevard Montmorency ; Bordet, boulevard des Italiens. »
Cette liste est loin d’être complète et, aux noms déjà cités, il convient d’ajouter ceux de Saint-Jorre, galerie du Tribunal ; Mme Brigitte Mathey indiqué par Fournier, et Philibert Le Noir, rue Neuve des Petits-Champs. Le père de Béranger tenait un cabinet de lecture rue Saint-Nicaise, près des Tuileries. Béranger dirigeait pour son père, avec Florimond, l’un de ses neveux qu’il avait fait venir de Péronne pour tenir le comptoir, ce cabinet de lecture assez fréquenté. Florimond, Plus tard, il fit venir une de ses nièces, Adélaïde Paron, de trois ans plus âgée que son cousin.

## Les cabinets de lecture de 1820 à 1870
En 1820, Paris possédait trente-deux cabinets de lecture. Les plus importants étaient ceux de Blosse, 7, cour du Commerce ; de Ladvocat, au Palais-Royal. Chez Mme Lemoult, au Palais-Royal également, un grand nombre de gazettes allemandes et plusieurs journaux anglais. Le Salon littéraire de Mme Dufriche, « établissement l’un des plus anciens de Paris, est riche en journaux et en livres anciens et modernes. Les brochures du jour et les livres nouveaux se trouvent aussitôt qu’ils paraissent. On lit par abonnement et par séances ». Le cabinet de Mlle Dufriche était situé au Palais-Royal, galerie de pierre, 136.
En 1823, il y avait, d’après l’Annuaire du Commerce, quatre-vingt-trois cabinets de lecture proprement dits et soixante-sept librairies s’occupant accessoirement de la location des livres et des journaux. En treize ans, le nombre des cabinets ou salons littéraires quadrupla. L’influence du romantisme commençait à se sentir.
En 1833, les principaux cabinets de la rive gauche étaient : Mme Baudier Saint-Vincent ; place de l’Odéon, Mlles Colin et Blosse, passage du Commerce ; Caillot, rue de la Sorbonne ; Mme Cardinal, rue des Canettes. Les étudiants fréquentaient les établissements tenus rue de la Harpe, par M. Decourcelle ; rue de l’École-de-Médecine, par Latour et Marly ; rue des Grès, par Siné.
Sur la rive droite, on allait lire les journaux et consulter la collection du Moniteur chez Mlle Boileux qui tenait le cabinet de la Tente. Ce cabinet fut plus tard transféré près du Perron et tenu par l’éditeur Dumon. Chez Malaisie, on trouvait une très riche collection de pièces de théâtre.

## Fonds des cabinets de lecture de 1820 à 1830
De 1820 à 1830, un cabinet de lecture qui désirait avoir une clientèle nombreuse devait posséder non seulement les œuvres de Richardson, de Lesage, de l’abbé Prévost, de Cervantes ; mais il devait aussi s’attacher principalement aux ouvrages de Félicité de Genlis, Sophie Cottin, de Isabelle de Montolieu, de Adélaïde de Souza, d’Armande Roland, Germaine de Staël, Sophie de Renneville. Il fallait faire un choix parmi les productions de Élisabeth Guénard, Félicité de Choiseul-Meuse, Marie-Adèle Barthélemy-Hadot, sans oublier les romans de Ducray-Duminil, de Monjoye, de Picard, de Dinocourt.
Aux romans français il faut joindre les traductions de romans anglais de Ann Radcliffe, de Regina Maria Roche, de Agnès Maria Bennett, des deux miss Porter, de miss Barney, de Maria Edgeworth. Il faut y joindre surtout les romans de Walter Scott et ceux de son émule Fenimore Cooper ; les romans traduits de l’allemand d’August Lafontaine ; ceux de Goethe, ceux de Caroline von Pichler ne doivent pas être oubliés. Enfin il convient d’ajouter quelques ouvrages choisis parmi les collections de Pigault-Lebrun, de Ducange, de Mars, de Desforges, Raban, Villerglé, etc.
Vers 1830, les propriétaires des cabinets de lecture ajoutèrent à leur fonds déjà considérable les ouvrages romantiques. Pour satisfaire leurs abonnés ils achetèrent les romans de Dumas, de Victor Hugo, de Jules Sandeau, etc. On fit alors pour ces établissements des éditions spéciales imprimées en gros caractères, avec de grandes marges. On tirait à la ligne et au volume, de façon qu’imprimeurs et teneurs de cabinets de lecture retirent de ces ouvrages le plus grand bénéfice. Ces éditions maculées, salies par les portières et les cuisinières, furent ensuite très recherchées des bibliophiles qui les payaient fort cher.
En 1840, le nombre des cabinets de lecture avait encore augmenté ; on en comptait 189. Les plus achalandés étaient ceux de Mme Allard, rue Bourbon-Villeneuve, qui « expédiait les journaux du lendemain à 42 francs et 48 francs par an » ; de Mlle Grassot, place de l’Odéon ; de Mme Gervais, rue de Seine, de Blosse, passage du Commerce, de Mme Ladvocat, au Palais-Royal.
De 1840 à 1850, la progression fut constante ; l’Annuaire du Commerce donne, pour l’année 1850, la liste de 209 cabinets ou salons de lecture. On pouvait lire jusqu’à 65 journaux chez Parreur, 13, rue Rougemont. L’Allemand Kossbuhl, qui tenait un cabinet allemand rue Guénégaud, avait un concurrent : les frères Bernstein, qui tenaient également, 8 rue Jean-Jacques-Rousseau, un cabinet allemand possédant près de 6 000 volumes et qui recevait les principaux journaux de Prusse. Quatre libraires, Pigoreau fils, Victor Magen, Corbet aîné et Dolin approvisionnaient de nouveautés ces 209 établissements.
Passé ce pic, à partir de 1860 et dans les deux décennies suivantes, le chiffre des cabinets de lecture ne cessa de diminuer. Il était de 183 en 1860, de 146 en 1870-71 et de 118 au commencement de 1883. De 1860 à 1870, les principaux furent ceux de Mme Masson, rue de Tournon ; Boudin, rue Soufflot ; Morel, installé d’abord quai Voltaire, puis rue Casimir-Delavigne ; Cardinal, rue des Canettes ; Blosse qui, à la veille de cesser son commerce, vendit ses livres pièce à pièce ; enfin les cabinets de lecture des boulevards.

## Les cabinets de lecture des années 1880
Il y avait 118 cabinets de lecture à Paris en 1883 : le prix de la séance était de 10 à 50 centimes et celui de l’abonnement mensuel de 3-10 francs. Le 9e arrondissement était le premier avec seize établissements ; venaient ensuite les 3e, 6e et 18e qui en comptaient chacun onze ; les 5e et 10e en avaient neuf ; le 4e, sept ; les 1er, 7e, 11e et 12e, cinq ; le 12e était au sixième rang avec quatre ; les 2e, 14e, 16e, et 19e en possédaient chacun trois ; il y en avait deux dans les 15e et 20e ; un seul arrondissement, le 13e, n’en possédait aucun.
Sur ces 118 cabinets de lecture, 34 étaient tenus par des femmes. Les plus fréquentés sur la rive gauche étaient tenus par Brasseur, sous l’Odéon ; Mlle Duval, rue de Rennes ; Morin, rue des Saints-Pères ; Mme Rougny, rue Casimir-Delavigne ; sur la rive droite, on peut signaler les cabinets de lecture des passages Jouffroy et de l’Opéra ; des rues Chauveau-Lagarde, de Penthièvre et Saint-Lazare.

## «La Lecture universelle»
Vers la fin de 1870, G. de Graët-Delalain fonda, sous le titre de « Salon littéraire national », une société commerciale organisée pour l’exploitation de cabinets de lecture. Cette société rencontra plus de détracteurs et d’indifférents que d’adhérents sérieux. Après des débuts modestes, pénibles, le directeur réussit néanmoins, grâce à ses efforts incessants, à créer neuf maisons d’abonnement disséminées sur tous les points de Paris. Une de ces maisons se trouvait à Bruxelles. Renommée, par la suite, « la Lecture universelle », cette société possédait 200 000 volumes, environ, dont 30 000 en langues étrangères.
Chaque maison disposait d’un fonds commun de livres (à peu près 8 000) auquel venait s’ajouter, pour chaque maison, un fonds particulier répondant aux besoins des habitants du quartier où se trouvait la succursale. Ainsi, le fonds particulier de la maison de la place Saint-Sulpice était-il, par exemple, plus particulièrement composé d’ouvrages de théologie et d’hagiographie. Quand la succursale du quartier latin fut établie les livres de médecine et de droit en firent le fonds particulier.
Ces établissements ne donnaient pas à lire sur place, sauf le salon de lecture spécial établi rue Méhul, à proximité du siège social, situé rue Sainte-Anne. On y trouvait tous les journaux de Paris. Les journaux étrangers n’étaient représentés que par le Times et le Daily News. Le prix d’abonnement à « la Lecture universelle » était modique : 10 francs par an, ou 2 francs par mois.

## Les cabinets deMmeCardinalet de Malvina Vermot

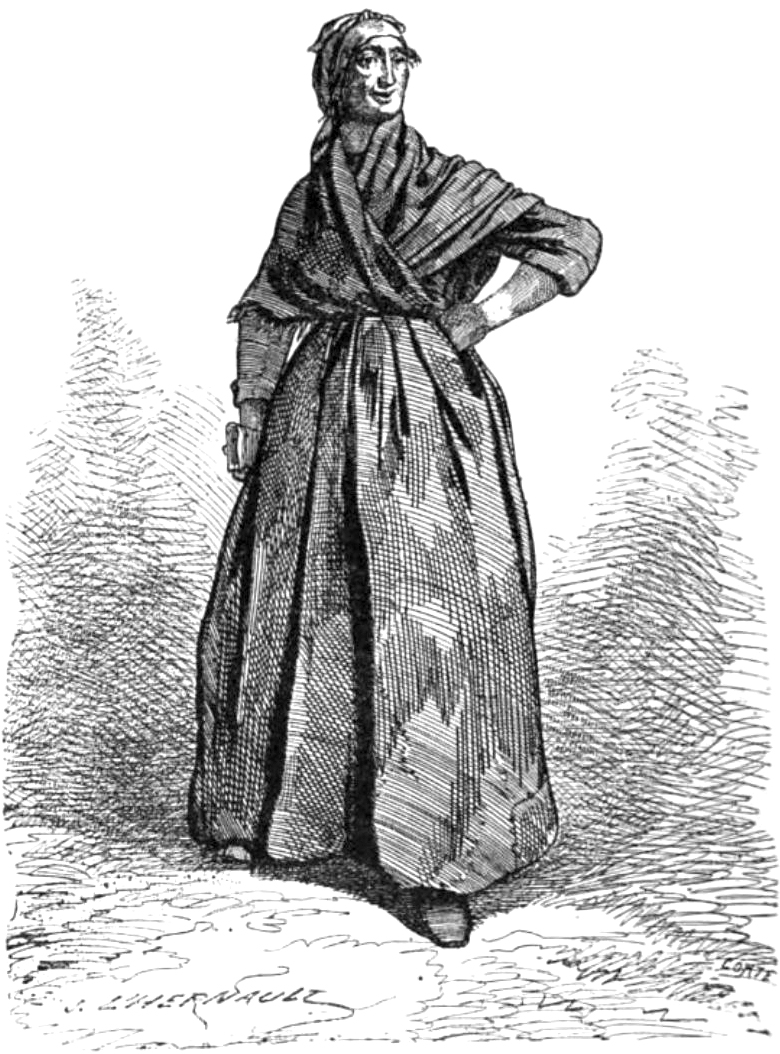
Madame Lecœur, propriétaire du Cabinet des chiffonniers de la Cité Doré. Gravure de Gustave Janet d’après Charles Yriarte.

Les frais d’un cabinet de lecture étant assez considérables, les bénéfices en étaient assez bornés. Cependant, il était possible, avec de l’intelligence et de l’activité, de rendre ces sortes d’établissements assez lucratifs, en faisant circuler rapidement les feuilles et les ouvrages nouveaux. Les cabinets de lecture à Paris, surtout ceux de deuxième classe, étaient tenus en général par des dames, dont certaines avaient eu jadis une position élevée dans le monde.
Un cabinet de lecture qui eut son heure de célébrité est celui de Mme Cardinal, fondé en 1817. Lefeuve l’a décrit ainsi en 1858 : « Au 16 ou au 18, Mme Cardinal a fondé en 1818, un cabinet de lecture fort digne d’être promu au rang de bibliothèque des romans ; tous les ouvrages de ce genre, après avoir fourni inégalement leur carrière locative, survivent à leur succès comme objet de curiosité dans la collection Cardinal au lieu d’être mis au pilon : le chef de cet établissement se regarde comme le sacristain commis à la garde d’un trésor qui embarrasserait fort dans une église ; le nombre des reliques y va toujours croissant, en raison inverse des fidèles ».
Sous la Restauration, il fut certainement le plus fréquenté de la rive gauche. On n’y lisait pas de journaux mais, comme le dit Lefeuve, il était incomparable pour les ouvrages nouveaux. Mme Cardinal était parfaitement au courant du mouvement littéraire et ceux qui la consultaient pour le choix de leurs lectures s’en trouvaient toujours fort bien. Elle eut longtemps pour abonnés le Père Lacordaire, Montalembert, Théodore de Banville, Barbey d’Aurevilly, Aglaé Ney, Alexandre Dumas, Flaubert y allaient parfois, ainsi qu’Armand de Pontmartin.
L’établissement fondé par Mme Cardinal fut transféré rue de Rennes, en 1873 où il fut repris par ses petites-filles. Tous les romans achetés depuis 1817 par Mme Cardinal furent conservés. Presque toutes les éditions princeps de l’école romantique, si recherchées depuis, étaient dans le magasin de la rue de Rennes, dans un état pitoyable, les gravures manquant la plupart du temps et les pages souillées de maculatures que n’enlèveraient pas le plus consciencieux lavage.
Il n’y avait pas que des romans, rue de Rennes. On y aurait cherché en vain des ouvrages scientifiques, mais dans les 60 000 volumes dont se composait aujourd’hui la bibliothèque, se trouvaient tous les Mémoires, les livres d’histoire, de politique ou d’économie sociale possibles. Nombreuse et choisie, la clientèle comptait beaucoup de jeunes filles, dont les parents avaient toute confiance en Mme Duval (l’une des petites-filles de Mme Cardinal ), des hommes de lettres, des ecclésiastiques ; on venait même de la rive droite pour se procurer certains ouvrages rares qu’on savait ne pouvoir trouver que là.
Vers 1840, Mme Cardinal avait une jeune rivale en la personne de Malvina Vermot, dont l’établissement était situé place de l’Odéon à côté du café Voltaire. On lisait les journaux chez Malvina Vermot (Rosalinde, pour les habitués). Les Débats, le Globe, le Figaro, le Corsaire, la Gazette de France et la Quotidienne, étaient surtout demandés. À la suite d’un duel qui eut lieu, pour les beaux yeux de la propriétaire, entre un officier de la garde et un jeune homme appelé Gabriel, le cabinet fut fermé et ne rouvrit plus.

## Les cabinets de lecture étrangers
Tous les pays cultivés possédaient alors des établissements de ce genre. En Angleterre, les gens de lettres du XVIIIe siècle, se réunissaient chez les libraires pour causer. Sous la reine Anne, ils se donnaient rendez-vous dans les cafés. L’écrivain Addison fréquentait Button’s, tandis que le poète Dryden en avait adopté un chez Will’s Coffee-house où, chaque soir, on faisait cercle autour de la place d’honneur qui lui était réservée.
En Angleterre, où l’instruction avait toujours été plus répandue qu’en France, les reading-rooms et des circulating libraries ont devancé de beaucoup les cabinets de lecture français. Les Anglais achetaient, en outre, des livres en commun pour les lire à tour de rôle. Les deux établissements les plus importants de ce genre qui existèrent à Paris furent d’ailleurs fondés et dirigés par des Anglais qui, à Paris, pouvaient aller, à leur choix, chez Bennis ou chez Galignani.

### La «circulating library» de Galignani
Des cabinets de lecture étrangers établis à Paris, le plus important était, sans contredit, celui fondé en 1801, au no 18 de la rue Vivienne par Giovanni Antonio Galignani avant d’être transféré au no 224 de la rue de Rivoli en 1856. Les Américains et les Anglais fixés pour quelque temps à Paris y venaient prendre les dernières nouveautés parues à Londres, à New York ou à Boston et perfectionnaient leur français en lisant le dernier roman de Cherbuliez ou d’Alphonse Daudet. La clientèle de cet établissement, qui comptait plus de 12 000 volumes, était plus américaine qu’anglaise.
Les Français, qui venaient chercher rue de Rivoli des livres destinés à leurs enfants ou à eux-mêmes, n’étaient pas absents de ces cabinets. On pourrait citer tel conseiller municipal, tel haut fonctionnaire, abonnés à cette circulating library et qui y trouvaient de précieux renseignements pour leurs études littéraires ou d’économie sociale. Avant l’exposition universelle de 1878, on trouvait, rue de Rivoli, les grands journaux anglais et américains ; un salon spécial était affecté à leur lecture.
La facilité de se procurer, soit dans les grands hôtels, soit dans certains kiosques des boulevards, les principaux journaux étrangers causa la disparition de ce salon de lecture qui n’avait plus que de rares abonnés. Le prix de l’abonnement était quelque peu élevé et variait suivant que l’on prenait trois, cinq ou huit volumes à la fois. L’établissement de Galignani existe encore jusqu’à ce jour : le cabinet de lecture n’est plus, mais la librairie anglophone, la plus vieille du continent européen, subsiste toujours au même endroit.

### Les établissements russes et polonais
Il existait aussi deux cabinets de lecture étrangers, l’un russe, l’autre polonais. Le premier fut fondé en 1874 sous le patronage du romancier Ivan Tourgueniev. Situé, en 1877, rue Victor-Cousin, il s’établit ensuite rue Berthollet, après avoir erré rue Corneille et rue Monsieur-le-Prince. On y lisait le Golos, le Télégraphe d’Odessa, le Moniteur russe, le Moniteur de la Bourse russe, le Worwaerts, le Wered, le Zenilia i Volia.
Cette bibliothèque possédait environ 300 volumes, littéraires, scientifiques et historiques ; les ouvrages d’économie politique ou sociale y étaient nombreux ; on y remarquait notamment les œuvres de Proudhon et de Frédéric Bastiat, imprimées à Genève et traduites en russe. D’abord accessible à tout venant, ce cabinet de lecture fut, par la suite, réservé à la disposition exclusive des étudiants russes et de quelques privilégiés. Ce cabinet où les idées progressistes étaient fort en faveur, était plus politique que littéraire.
Il existait également une revue russe intitulée Cabinet de lecture dans laquelle Alexandre Pouchkine publia La Dame de pique en 1834.
L’établissement polonais fut, quant à lui, fondé rue Coquillière, vers 1876, pour faire connaître la vie nationale en Pologne par l’intermédiaire des journaux du pays. Là aussi, la politique dominait.

## Influence des cabinets de lecture; leur réglementation
L’influence que ne tardèrent pas à exercer les cabinets de lecture, devait attirer sur eux l’attention du gouvernement. Aussi, dès 1826, les lois régissant la librairie leur furent-elles appliquées, et leurs propriétaires durent se conformer à la loi de 1814 et se munir d’un brevet. Cependant la jurisprudence n’a pas été constante : le 28 décembre 1827, la Cour de Paris, considérant que le décret de 1810 et la loi de 1814 n’imposaient l’obligation d’être brevetés et assermentés qu’aux imprimeurs et aux libraires, jugeait qu’un brevet n’était pas nécessaire, pour exercer la profession de loueur de livres, et qu’il suffisait d’être muni d’une autorisation du ministère de l’intérieur.
Dans la pratique, on n’a toujours exigé, à Paris, que la simple déclaration faite au Préfet de police ; cette déclaration était transmise au ministère de l’Intérieur, qui n’a jamais refusé l’autorisation demandée. Une décision ministérielle de 1823 portait que, dans tous les cas, la location des journaux et brochures périodiques pouvait se faire sans brevet.
Ce sont surtout les journaux et revues qui, de tout temps, furent naturellement le plus surveillés sous tous les régimes. Ainsi, le 26 juillet 1830, le préfet de police Mangin rendit l’ordonnance suivante : « Tout individu tenant cabinet de lecture, qui y donnera à lire des journaux ou autres écrits imprimés en contravention à l’ordonnance du Roi du 25 de ce mois sur la presse, sera poursuivi comme complice des délits que ces journaux ou écrits pourraient constituer et son établissement sera provisoirement fermé ».
L’attention du gouvernement se portait également sur la librairie des romans, qui avait grand besoin d’être épurée. La plupart des cabinets de lecture avaient, pour ainsi dire, une armoire de fer, ouverte à tout venant, et qui contenait les romans égrillards de Dulaurens, Pigault-Lebrun, Victor Ducange, Raban, Cuisin. La plupart des ouvrages de ces auteurs étaient mis à l’Index. À l’index aussi : le Tableau de l’amour conjugal, les Amours du chevalier de Faublas, Thémidore, Amélie de Saint-Phar, Félicia ou Mes Fredaines, Julie ou j’ai sauvé ma rose, le Parc aux Cerfs, les Contes de Voisenon, les Liaisons dangereuses, l'Heptaméron, etc. Étaient également interdits : tous les livres philosophiques de La Mettrie, de Fréret, de Boulanger, du baron D’Holbach, de Dupuis, de Volney, du curé Meslier, certains ouvrages de Rousseau, Diderot, Voltaire et Montesquieu.
On fut ensuite plus tolérant. Sous la République, le commerce de la librairie, comme celui des cabinets de lecture, fut entièrement libre.

## Typologie des fidèles des cabinets de lecture; rive gauche et rive droite
Les cabinets de lecture de Paris présentaient des physionomies différentes, suivant les divers quartiers de la capitale. Les cabinets de lecture, établis d’abord au Palais-Royal puis sur les boulevards du centre, étaient situés au rez-de-chaussée ou au premier. De même que les journaux qu’ils étalaient à tous les regards surprenaient par la variété de leurs couleurs, de même aussi les abonnés qu’ils attiraient tranchaient entre eux. Vers les onze heures du matin, affluaient les hommes qui suivaient avec persévérance toutes les ondulations de la politique. À la suite de ces lecteurs arrivaient les vieux habitués de la maison ; ils se connaissent tous, et se saluent d’une légère inclinaison de tête. Ils parcouraient plus qu’ils ne lisaient les feuilles publiques, et se réservaient pour les productions du jour. Avec quel sentiment d’orgueil, ils tenaient les premiers entre leurs mains la brochure encore humide, le livre prôné à l’avance ou la revue française ou d’outre-mer! Ces émotions épuisées, ils écrivaient à la hâte quelques billets du matin, qu’ils appelaient leur courrier. La journée n’était pas finie ; mais déjà ils avaient concerté si bien leurs mesures qu’ils tombaient juste à la minute où débarquaient en toute hâte les journaux du soir. Venait en troisième ligne la classe des abonnés sédentaires pour qui la porte du cabinet de lecture s’ouvrait toujours trop tard et se fermait toujours trop tôt ; ceux-là ne se retiraient que quand la lumière s’éteignait. C’est là qu’ils avaient une place à part, et disposaient comme en souverains de certaines commodités : plumes, écritoires, tout leur revenait de droit. En d’autres quartiers, le cabinet de lecture ne vivait que de prêts au-dehors ; là on se contentait des journaux, des revues et des romans.

### Rive gauche
Dans le Correspondant, Pontmartin parle en ces termes de la clientèle qui fréquentait, place de l’Odéon, l’établissement de Mlle Vermot : « On rencontrait tout le personnel du jeune romantisme, si remuant, si passionné, pendant le terrible hiver de 1829 à 1830. Les journaux, les beaux yeux de la bourgeoise (Mlle Vermot), la proximité de l’Odéon et du café Voltaire, qui était le Tortoni du quartier latin, l’espoir vague d’apercevoir quelques-unes de ces célébrités théâtrales dont la première jeunesse est si friande, tout attirait dans ce cabinet de lecture les artistes des ateliers voisins, les apprentis poètes ou romanciers de l’école nouvelle, dont on retrouverait les noms dans les dédicaces des Odes et Ballades, de Victor Hugo, des Consolations, de Sainte-Beuve, des Contes d’Espagne et d’Italie, d’Alfred de Musset ; Ernest Fouinet, Antoine Fontaney, qui, sous le pseudonyme de lord Feeling, eut le temps de publier dans les revues quelques agréables fantaisies ; Ulric Guttinguer, plus âgé, mais recruté dans le Cénacle, au même titre que Charles Nodier ; Paul Foucher, le myope à outrance, dont l’Amy Robsart venait d’être sifflé par le parterre de l’Odéon avec tant de verve que Victor Hugo, son illustre beau-frère, réclama une demi-paternité ; Émile Deschamps, la grâce et l’urbanité en personne ; son frère Antony, plus sombre ; Hippolyte Poterlet, peintre original ; Eugène Devéria, Antonin Moyne et bien d’autres… » Édouard Laboulaye, Auguste Nisard, Jules Gastambide, Alfred Thureau, Camille Doucet, fréquentaient également ces cabinets de lecture de la rive gauche, qui, à l’époque du romantisme, étaient autant de cercles littéraires.
Un cabinet assez curieux était celui de Mlle Boudin, vieille fille contrefaite, où il y avait surtout des étudiants en droit. Au fond de l’établissement, se trouvait une pièce immense, prenant jour par le haut et garnie de longues tables. L’aspect était celui d’une salle d’études de collège. Les étudiants venaient travailler là, chacun conservant sa place et ses livres, ne se gênant pas plus que s’ils eussent été chez eux. La propriétaire se tenait assise derrière une table toujours encombrée. Livres et journaux étaient entassés dans des coins obscurs, sans classement, au hasard, mais cependant d’après une certaine méthode, d’elle seule connue, puisqu’elle s’y retrouvait toujours.
Les cabinets où se lisaient, vers la fin du XIXe siècle, le plus de journaux étaient ceux de la rue Casimir-Delavigne et de la rue de Vaugirard. Le premier était surtout fréquenté par des lecteurs déjà âgés ; les jeunes gens y étaient en petit nombre, se rendant surtout rue de la Sorbonne. Ensuite, la jeunesse studieuse se mit, avec le temps, à étudier de moins en moins dans les cabinets de lecture, et elle finit par se donner rendez-vous à la bibliothèque Sainte-Geneviève ou dans les bibliothèques spéciales des écoles de droit, de médecine ou de pharmacie.
L’habitué du cabinet de lecture lisait en général tous les journaux, depuis le Monde et L’Univers jusqu’au Citoyen et à L’Intransigeant, en passant par toutes les nuances du journalisme ; celui-ci s’attache aux Premiers-Paris ; celui-là aux seuls articles littéraires ; ce dernier en fait fi et leur préfère les nouvelles à la main.
Au cabinet de lecture on vient le lundi lire la critique théâtrale de Sarcey, le samedi la Revue littéraire ou scientifique et les journaux illustrés ; en tout temps, le Correspondant, la Revue des deux Mondes ou la Nouvelle Revue.
Sous les galeries de l’Odéon, M. Brasseur imitait son devancier de 1714 en louant des journaux qu’il expédiait ensuite en province. On y lisait en plein air, debout ; les privilégiés disposaient d’une chaise sur laquelle ils parcouraient à la hâte les nouvelles du jour pour un prix des plus modiques, au milieu du bruit que faisaient les passants, les oiseaux du Luxembourg et les chevaux des omnibus de la ligne Clichy-Odéon. Les grands froids n’arrêtaient pas ces fidèles, et lorsque la neige tombait, quand la pluie fouettait et quand le vent faisait rage, ils se réfugiaient dans une manière de placard où quatre personnes auraient eu peine à tenir.

### Rive droite
Sur la rive gauche, un propriétaire de cabinet de lecture devait avoir, outre un fonds plus ou moins important de livres littéraires ou scientifiques, les romans du jour, dont pourrait à la rigueur se passer son confrère établi sur la rive droite. Là, le journal régnait en maître presque absolu : le cabinet du passage Jouffroy, un des plus importants, avait une clientèle de journalistes et de correspondants de journaux de province ou de l’étranger. On trouvait dans cet établissement les plus importants organes des deux mondes. La presse anglaise y était représentée par le Times, le Daily News, le Daily Telegraph, le Punch, etc. ; la presse allemande par le Deutsche Allgemeine Zeitung, le Kölnische Zeitung, le Kreuzzeitung, le Frankfurter Zeitung, etc. ; la presse autrichienne par Die Presse, la Neue Freie Presse, le Tagblatt ; la presse hongroise par le Pester Lloyd ; la presse russe par le Golos (quand il n’était pas suspendu), le Nouveau Temps et les Nouvelles de Moscou[Quoi ?] ; la presse italienne par la Perseveranza, Il secolo ; la presse espagnole par la Época et le Diario ; le journalisme américain y comptait également ses organes, et celui des autres pays d’Europe (Hollande, Belgique, Suède, Danemark) n’y était pas non plus oublié. La presse française de Paris et des départements s’y trouvait, bien entendu, largement représentée.

## Salons littéraires des passages
C’est au cabinet du passage Jouffroy, siège de la rédaction du Courrier du Soir (ancienne Tache noire) que se donnaient rendez-vous les correspondants de tous les journaux du monde. Ils venaient y apporter les nouvelles du jour qu’ils avaient recueillies et rédiger leurs correspondances. C’était une véritable officine de la littérature politique où se fabriquaient souvent les lettres « de notre correspondant particulier » datées de Londres, de Berlin, de Vienne ou de Saint-Pétersbourg. Les revues littéraires et scientifiques, les livres à la mode, ne manquaient pas non plus au cabinet du passage Jouffroy, mais la littérature et la science ne jouaient là qu’un rôle secondaire.
Son voisin, le cabinet du passage de l’Opéra, renfermait aussi beaucoup de journaux, mais en moins grand nombre ; moins d’abonnés aussi, et, partant, un public peu varié. Les flâneurs du passage s’arrêtaient souvent devant la vitrine et entraient pour jeter un coup d’œil sur les feuilles du soir ou du matin. Les lecteurs de revues et de romans y abondaient, et, à l’heure du courrier, on n’y voyait pas, à beaucoup près, régner la même activité dévorante qu’au passage Jouffroy. Les personnes qui y travaillaient ici prenaient tout leur temps, et on voyait, à quelques exceptions près, que la politique était pour elles un passe-temps, non un métier. C’était plutôt un salon qu’un cabinet de lecture.
Le chroniqueur n’avait rien à glaner chez les loueurs qui ne donnaient pas à lire sur place. Parfois, cependant, on voyait entrer chez eux un domestique qui venait chercher « quelque chose d’amusant pour Madame » ou une abonnée qui se plaignait que « le dernier de Montépin » ne l’ait pas intéressée.

## Les cabinets de lecture chansonnés
Les cabinets de lecture ont fait leur apparition en littérature. Ainsi Balzac a évoqué, dans Un homme d'affaires, le cabinet de lecture d’Antonia Chocardelle. Dans Illusions perdues, il montre Lucien de Rubempré allant lire après diner au cabinet de lecture de Blosse. Une Revue de fin d’année chantait ces paroles :
Vive le cabinet de lecture !
C’est en lisant que l’on s’instruit ;
La lecture est la nourriture
Du cœur, de l’âme et de l’esprit !
Cependant, les cabinets de lecture devaient naturellement exercer la verve des vaudevillistes. En 1808, Pierre-Louis Solvet donna, sous le pseudonyme de Robert et sous le titre : le Cabinet de lecture, comédie en un acte qui ne fut probablement jamais représentée. C’était, s’il faut en croire le rédacteur de la Bibliothèque dramatique de Monsieur de Soleinne, une satire inspirée sans doute par un ressentiment personnel.
En 1802, on trouve dans un almanach de l’époque le couplet suivant, qu’on faisait chanter « sur l’air du vaudeville de Claudine » à un propriétaire dont le magasin venait d’être incendié :
Mon cabinet de lecture
Mon cher, me rapportait gros.
Dans cette triste aventure,
J’ai perdu tous mes journaux.
Je n’ai pu de la brûlure
Sauver mes romans au mois.
Sur quoi on lui répondait :
Ils ont été, je vous jure,
Chauds pour la première fois.
En 1845, Victor Parizot donne le Cabinet de lecture de Madame Dubouquin, (ou Dans mon cabinet littéraire), scène comique, paroles de Joseph Blum (Paris, Alexandre Grus, 1845) exécutée par Pierre Levassor au théâtre du Palais-Royal.

## Décadence des cabinets de lecture
Longtemps considérable, l’influence de ces établissements sur les mœurs publiques fut incalculable, à tel point qu’il fut dit que l’atmosphère morale d’une ville se purifiait quand les lieux de plaisir diminuaient et que les cabinets de lecture augmentaient. Ceux-ci étaient censés développer l’esprit d’ordre et d’économie de ceux qui passaient leurs soirées dans un cabinet de lecture, meilleurs endroits pour occuper le désœuvrement que de payer un billet de spectacle ou d’aller dans les cafés, les maisons de jeu et autres mauvais lieux. Certains ont même attribué la baisse notable, indiquée par les statistiques, des recettes des théâtres, à la fréquentation des cabinets de lecture.
La prépondérance du cabinet de lecture diminua néanmoins du jour où le prix des livres devint accessible à la majorité du public pour cesser complètement quand le rez-de-chaussée des journaux fut occupé par le roman-feuilleton. Du jour où le goût des romans devint une frénésie, les ouvrages des auteurs à la mode, qui multiplièrent les volumes, furent l’objet d’une lecture avide.
Lorsque les journaux s’emparèrent de cette source lucrative, le roman s’épanouit dans le feuilleton et les journaux accrurent leur format, diminuant leur prix. Il fut, dès lors, possible d’avoir son journal à soi, son roman à soi pour ce que coûtait une séance de cabinet de lecture. Les cabinets de lecture s’en ressentirent et tombèrent à rien pour ne se relever qu’à la condition de louer, outre les romans, des livres de littérature, d’histoire, de poésie ou de voyages.
L’immense fortune de l’in-18 à un franc finit par avoir raison de la librairie en format in-8° des cabinets de lecture et, du jour où le peuple eut accès, chaque matin, pour 5 centimes, outre les informations politiques et autres, deux bons gros romans, pour 90 centimes et quelquefois moins, un livre à lui en toute propriété, à des collections comme celle de la Bibliothèque nationale, à cinq sous le volume, pour 5 ou 10 centimes, il put, au choix, lire 8 pages des Mémoires de Casanova, apprendre son histoire de France avec Thiers, Henri Martin et Michelet, l’utilité pour lui d’aller s’abonner à un cabinet de lecture alla diminuant. Dès lors, le nombre des cabinets de lecture décrut d’année en année et les derniers finirent par disparaître au milieu du XXe siècle.

## Ouvrages cités
- Gustave Fustier, Le Livre, Paris, A. Quantin, 1883, p. 430-7.
- William Duckett fils, Dictionnaire de la conversation et de la lecture, t. 4, Paris, Didot, 1873, p. 137.
- Artaud de Montor, Encyclopédie des gens du monde, t. 4, Paris, Treuttel et Würtz, 1834, p. 413.